# NNNおはよう!ニュースワイド
『NNNおはよう!ニュースワイド』（エヌエヌエヌ おはようニュースワイド）は、1977年4月4日から1979年3月2日まで日本テレビ (NNN) で放送された朝の報道番組である。

## 概要
NNN系列の朝の全国ニュース番組であった『NNN朝のニュース』を一旦休止して、ニュースに加えて特集や地方の話題などを加えたのがこの番組である。放送時間は月曜 - 金曜 6:45 - 7:30 (JST) だったが、一部のネット局では7時で飛び降りていたため、それらの局では実質『NNN朝のニュース』時代と変わらない編成状況となっていた。
番組はその後、1979年3月5日から『ズームイン!!朝!』（月-金曜 7:00 - ）がスタートするのに合わせて終了。『ズームイン』には報道部は関与しないため、6:45 - 7:00の枠で『NNN朝のニュース』を復活させることとなった。なお、キャスターの秋元はそのまま『ズームイン』に継続出演し、初期のコメンテーターを務めていた。

## 出演者
*印は当時日本テレビアナウンサー。
- 本多当一郎（初期） *
- 久保晴生（初期） *
- 秋元秀雄（後期）
- 國弘正雄（後期）
- 神山喜久子 *
- 小池裕美子 *

## コーナー
- 海外レポート[3]

## ネットされた局
系列は放送終了時点のもの。
| 放送対象地域  | 放送局             | 系列        | 備考                                                                                       |
| ------------- | ------------------ | ----------- | ------------------------------------------------------------------------------------------ |
| 関東広域圏    | 日本テレビ         | NNN         | 基幹・制作局                                                                               |
| 北海道        | 札幌テレビ         | NNN         |                                                                                            |
| 青森県        | 青森放送           | NNN/ANN     |                                                                                            |
| 岩手県        | テレビ岩手         | NNN/ANN     |                                                                                            |
| 宮城県        | ミヤギテレビ       | NNN         |                                                                                            |
| 秋田県        | 秋田放送           | NNN         |                                                                                            |
| 山形県        | 山形放送           | NNN         |                                                                                            |
| 福島県        | 福島中央テレビ     | NNN/ANN     |                                                                                            |
| 山梨県        | 山梨放送           | NNN         |                                                                                            |
| 新潟県        | 新潟総合テレビ     | FNN/NNN/ANN | 現：NST新潟総合テレビ テレビ朝日『とびだせ！パンポロリン』時差ネットのため、7:00で飛び降り |
| 静岡県        | 静岡けんみんテレビ | ANN/NNN     | 現：静岡朝日テレビ 1978年7月開局から                                                       |
| 富山県        | 北日本放送         | NNN         | 自社製作番組『おはようKNBです』放送のため、7:00で飛び降り                                  |
| 福井県        | 福井放送           | NNN         |                                                                                            |
| 中京広域圏    | 中京テレビ         | NNN         |                                                                                            |
| 近畿広域圏    | 読売テレビ         | NNN         |                                                                                            |
| 鳥取県 島根県 | 日本海テレビ       | NNN         |                                                                                            |
| 広島県        | 広島テレビ         | NNN         |                                                                                            |
| 山口県        | 山口放送           | NNN/ANN     | 1978年10月からANNとのクロスネット                                                          |
| 徳島県        | 四国放送           | NNN         | 自社製作番組『おはようとくしま』放送のため、7:00で飛び降り                                 |
| 香川県        | 西日本放送         | NNN         | 当時の放送エリアは香川県のみ                                                               |
| 愛媛県        | 南海放送           | NNN         | TBS『おはよう700』ネットのため、7:00で飛び降り                                             |
| 高知県        | 高知放送           | NNN         |                                                                                            |
| 福岡県        | 福岡放送           | NNN         |                                                                                            |
| 長崎県        | テレビ長崎         | FNN/NNN     |                                                                                            |
| 大分県        | テレビ大分         | NNN/FNN/ANN |                                                                                            |
| 鹿児島県      | 鹿児島テレビ       | NNN/FNN/ANN | テレビ朝日『ANNニュースセブン』ネットのため、7:00で飛び降り                                |